# لینئا توریستیکا آئرئوتوی
لینئا توریستیکا آئرئوتوی (به انگلیسی: Línea Turística Aereotuy) یک شرکت هواپیمایی است که در ۱۹۸۲ میلادی تأسیس شده‌است. دفتر مرکزی لینئا توریستیکا آئرئوتوی در کاراکاس، ونزوئلا واقع شده‌است و قطب این شرکت هواپیمایی در فرودگاه بین‌المللی سیمون بولیوار قرار دارد و به ۱۰ مقصد، پرواز انجام می‌دهد.